# 趙亨洙
趙 亨洙（チョ・ヒョンス、朝: 조형수）は大韓民国の柔道選手。階級は78kg級。

## 人物
1985年のユニバーシアード78kg級で優勝した。1986年に地元のソウル特別市で開催されたアジア大会では、準決勝で世界チャンピオンの日蔭暢年を効果で破るなどして優勝した。日陰を3ヶ月に渡って毎日ビデオで徹底的に研究したことで、相手の一挙手一投足に至るまで把握できた成果が今大会で現れたという。

## 主な戦績
- 1985年 -　ユニバーシアード　優勝
- 1986年 -　アジア大会　優勝

(出典、JudoInside.com)。